# Chemin de fer General Manuel Belgrano

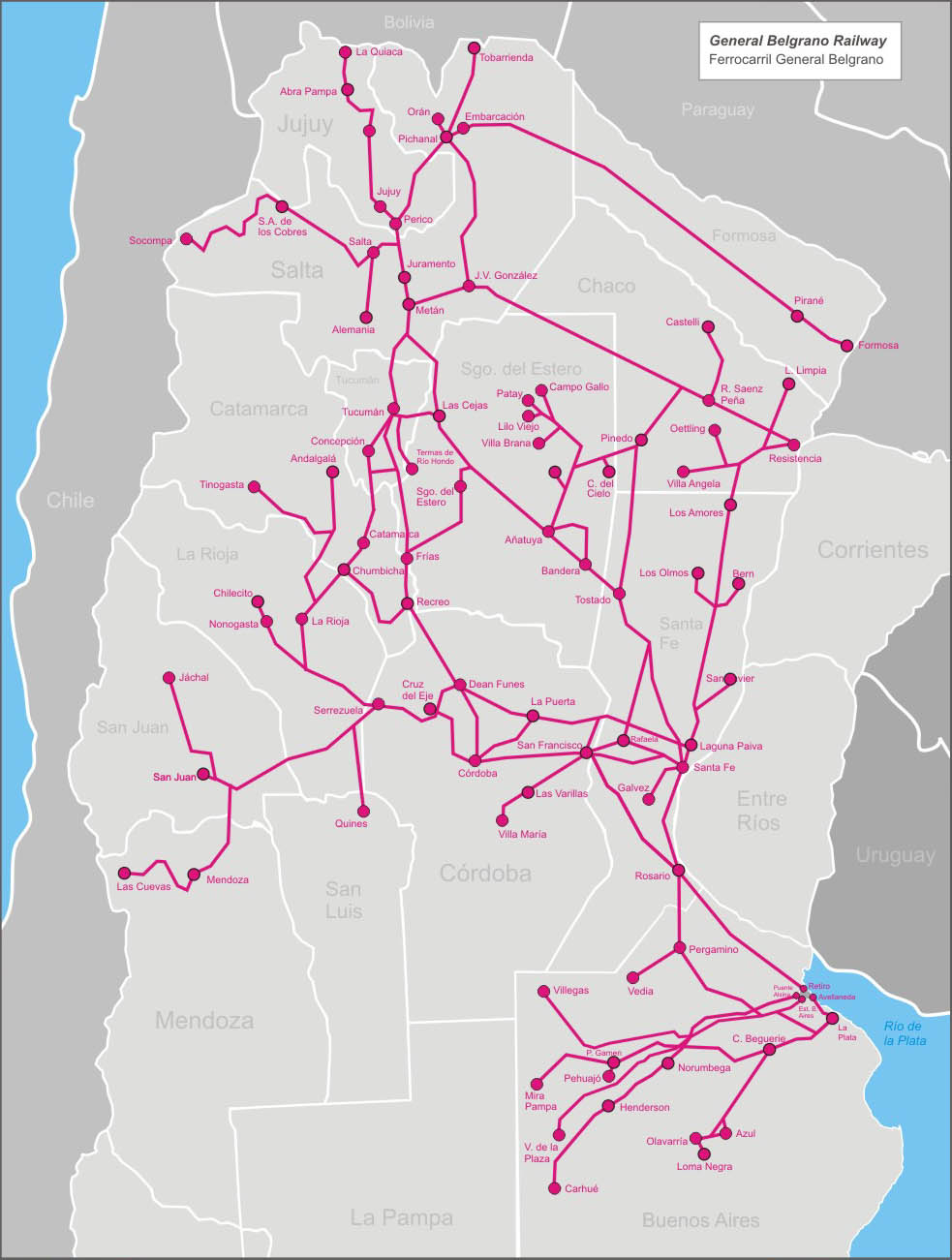
Carte complète du réseau du chemin de fer General Manuel Belgrano

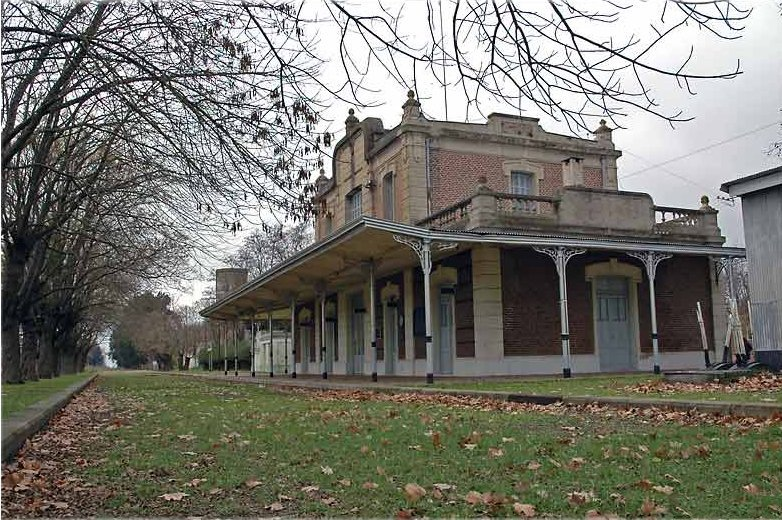
Gare Patricios, sans trains, il y a quelques années

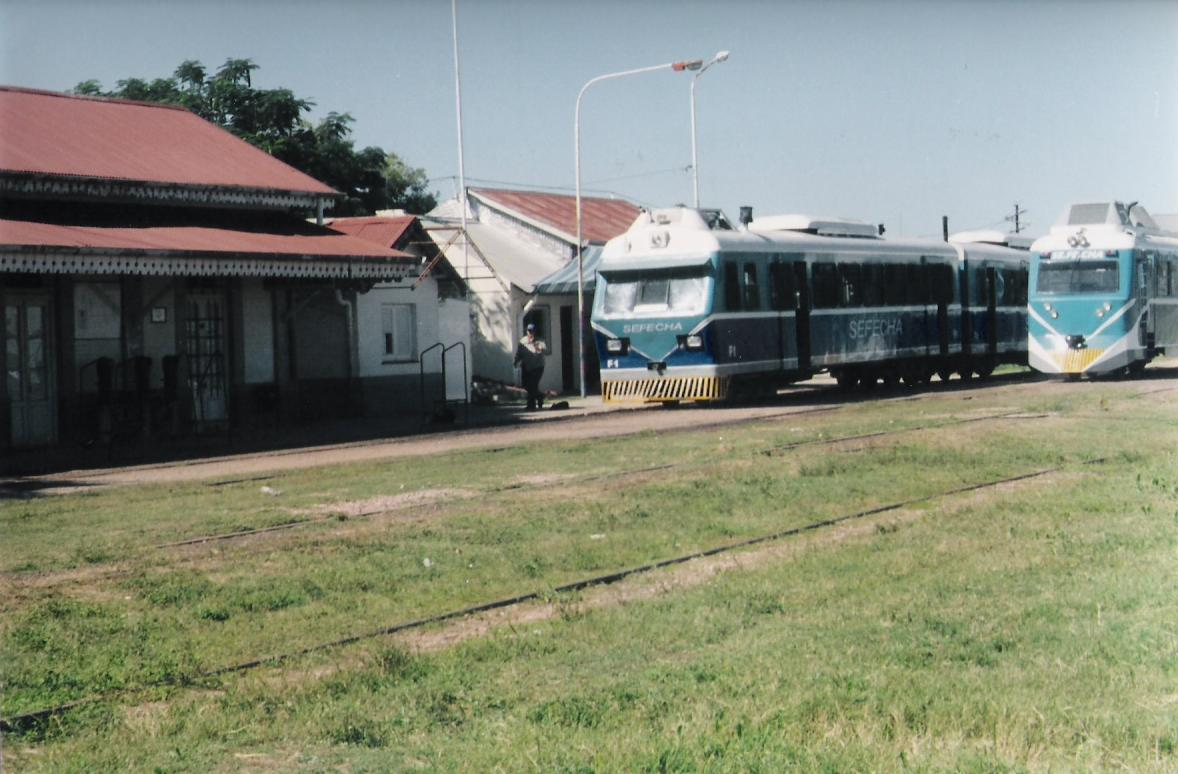
La gare de Cacuí, dans la province de Chaco.

Le chemin de fer General Manuel Belgrano (FCGMB) (en espagnol : Ferrocarril General Manuel Belgrano), est appelé ainsi en l'honneur du héros argentin Manuel Belgrano. C'est le chemin de fer le plus étendu du réseau ferroviaire argentin. D'écartement métrique des rails (1 000 millimètres), il a été créé en 1949 afin d'incorporer toutes les branches à voie étroite du réseau, gérées jusque-là par Ferrocarriles del Estado au moment de l'étatisation du réseau ferroviaire.
Il part de la gare de Retiro, à Buenos Aires, et se dirige vers le nord de l'Argentine, en parcourant les provinces de Buenos Aires, Santa Fe, Córdoba, San Luis, Mendoza, San Juan, La Rioja, Catamarca, Tucumán, Santiago del Estero, Chaco, Formosa, Salta et Jujuy. 

## Situation actuelle
En 1991, à la suite du début de privatisation de l'ensemble du réseau ferré argentin, l'ancienne société Ferrocarriles Argentinos fut totalement démantelée. Elle était composée de six chemins de fer dont l'un était le FCGMB.
Dans le secteur métropolitain de Buenos Aires, on assista à la création de deux petits réseaux suburbains ou lignes : la ligne Belgrano Norte et la ligne Belgrano Sur. 
La première fut donnée en concession par l'ancienne FEMESA à l'entreprise Ferrovías, tandis que la seconde le fut à Transportes Metropolitanos encore appelé Metropolitano. 
À partir de la localité de Villa Rosa, dernière station de la ligne Belgrano Norte, commence le chemin de fer Belgrano Cargas (en français Belgrano marchandises), qui comme son nom l'indique transporte exclusivement des marchandises, et plus le moindre passager. Auparavant le service passagers allait jusqu'à La Quiaca à la frontière bolivienne et certaines formations passaient même la frontière (service déjà suspendu dans les années 1970).
Dans la province de Chaco, l'entreprise ferroviaire Servicios Ferroviarios del Chaco réalise un service passagers sur certaines branches qui ont été « retapées » ces dernières années. Il existe des projets de réactivation des services passagers et marchandises entre 
La Quiaca et San Salvador de Jujuy, dans la province de Jujuy. Malheureusement les projets divers et réitérés de réactivation se heurtent au problème de sections disparues ou se trouvant dans un état d'abandon total, surtout depuis la désarticulation de Ferrocarriles Argentinos en 1991.
En 2006, on a émis la possibilité que le train à grande vitesse (le TAVe), qui doit se construire entre Buenos Aires et Rosario, suive le tracé du chemin de fer Belgrano soit jusqu'à la fin de la ligne Belgrano Norte, soit sur la totalité du trajet. Mais rien n'est sûr et il faut attendre décembre 2006 pour connaître le tracé définitif du projet TAVe argentin, lors de la licitation du projet.